# Shastasauridae
De Shastasauridae zijn een groep uitgestorven zeedieren, behorend tot de Ichthyosauria, die leefden tijdens het Trias.
In 1895 benoemde John Campbell Merriam een familie Shastasauridae samen met Shastasaurus zelf.
In 1999 definieerde Ryosuke Motani een klade Shastasauridae als de groep bestaande uit de laatste gemeenschappelijke voorouder van Shastasaurus pacificus en Besanosaurus leptorhynchus, en al zijn afstammelingen. De klade was in 1999 voor zover bekend materieel identiek aan de klade Shastasauria; het verschil was slechts dat de ene klade als nodusklade gedefinieerd was en de andere als een aftakking met stam.
Motani's begrip is niet onomstreden gebleven; verschillende onderzoekers gebruiken Shastasauridae als een monotypische groep met als typegenus Shastasaurus. Motani echter erkende nog een niveau voor de soorten die het allerdichtst bij Shastasaurus staan: de Shastasaurinae.

## Taxonomie
Een familie Shastasauridae werd benoemd door de Amerikaanse paleontoloog John Campbell Merriam in 1895, samen met het nieuw beschreven geslacht Shastasaurus. In 1999 richtte Ryosuke Motani de clade Shastasauria op om Shastasaurus, Shonisaurus en verschillende andere traditionele shastasauriden te omvatten, en definieerde het als een op stam gebaseerd taxon dat alle merriamosauriërs omvat die nauwer verwant zijn aan Shastasaurus pacificus dan aan Ichthyosaurus communis. Hij herdefinieerde Shastasauridae daarna als een op knooppunten gebaseerd taxon bestaande uit de laatste gemeenschappelijke voorouder van Shastasaurus pacificus en Besanosaurus leptorhynchus; en al zijn nakomelingen en Shastasaurinae, die Merriam in 1908 een naam gaf, als een stamtaxon bestaande uit de laatste gemeenschappelijke voorouder van Shastasaurus en Shonisaurus, en al zijn nakomelingen. In een alternatief classificatieschema beperkte paleontoloog Michael Maisch Shastasauridae tot het geslacht Shastasaurus en plaatste hij Shonisaurus en Besanosaurus in aparte families, respectievelijk Shonisauridae en Besanosauridae.

### Shonisauridae
De naam Shonisauridae (Camp, 1980) duidde een groep ichthyosauriërs aan met een gedeelde bouw, die leefden in het Laat-Trias maar nu binnen de Shastasauridae vallen.

## Beschrijving
Shastasauridae vertegenwoordigen de grootste ichthyosauriërs die bekend zijn. In 2024 was het grootste benoemde Ichthyotitan met een geschatte lengte van vijfentwintig meter. Sommige vondsten wijzen op een lengte van ruim dertig meter.

## Voedingswijze
In tegenstelling tot andere ichthyosauriërs uit het Trias, die zich bijna uitsluitend voedden met koppotigen, voedden shastasauriërs zich met een verscheidenheid aan prooien. Bewijs voor deze prooidiversiteit wordt geleverd door de darminhoud van Guizhouichthyosarus tangae, Shonisaurus popularis en een naamloos exemplaar uit de Brooks Range van Alaska.
Het is de vraag of de prooien verzwolgen werden door suction feeding, het naar binnen zuigen door een grote bek te openen, of ram feeding, het met geopende muil "rammen" van scholen vissen of inktvissen.